# マーシャル・ムネツィ
マーシャル・ムネツィ（Marshall Munetsi, 1996年6月22日 - ）は、ジンバブエ・ブラワヨ出身のサッカー選手。ウルヴァーハンプトン・ワンダラーズFC所属。ジンバブエ代表。ポジションはMF。

## 経歴
2015年7月にウブントゥ・ケープタウンFCに加入。加入時にはヤヤ・トゥーレを引き合いに出され、プレースタイルを紹介された。
2015年12月、オーランド・パイレーツFCに加入した。
2019年6月11日、スタッド・ランスと4年契約を結んだ。
2025年2月3日、ウルヴァーハンプトン・ワンダラーズFCに移籍した。

## プライベート
ムネツィは2019年に自身の名を冠した財団を設立し、母国ジンバブエの子どもたちへの教育支援や学費の補助を行っている。2023年5月に所属クラブと契約を更新した際には、公式試合で走った距離1kmごとにクラブが100ユーロを同財団に寄付する条項が盛り込まれ、この取り組みにより3万100ユーロが財団に寄付された。  
ムネツィ本人は「裕福でない国から来て、物にお金を使うことに慣れていない。人々が食べ物もなく眠りにつく中で、私は高価なものを身につけるより、人々を助けることに良い仕事をしていると感じる」と語っている。